# Karolín
Karolín település Csehországban, Kroměříži járásban. Karolín Bařice-Velké Těšany, Kvasice, Nová Dědina és Sulimov településekkel határos. Lakosainak száma 257 fő (2024. január 1.).

## Népesség
A település lakosságának változását az alábbi diagram mutatja:
| Lakosok száma | 398  | 478  | 430  | 357  | 296  | 212  | 252  | 252  | 248  | 257  |
|               | 1869 | 1890 | 1921 | 1950 | 1980 | 2001 | 2017 | 2019 | 2022 | 2024 |